# (2015) Kachuevskaya
(2015) Kachuevskaya (1972 RA3; 1939 FQ; 1940 SA; 1958 UK; 1971 HA) ist ein Asteroid des Hauptgürtels, der am 4. September 1972 von der ukrainisch-sowjetischen Astronomin Ljudmyla Schurawlowa (* 1946) am Krim-Observatorium in Nautschnyj entdeckt wurde.

## Benennung
Der Asteroid wurde nach Natalja Katschujewskaja benannt, die im Deutsch-Sowjetischen Krieg in der Schlacht von Stalingrad getötet wurde.